# Lumatépérone
La lumatépérone, également connue sous le nom commercial « Caplyta », est un antipsychotique de seconde génération de la classe des butyrophénones. Elle a été développée par Intra-Cellular Therapies, et elle est utilisée dans le traitement la schizophrénie et de la dépression dans le trouble bipolaire.

## Indications
Cette molécule a été approuvée par la Food and Drug Administration (FDA) américaine :
- pour le traitement de la schizophrénie chez l'adulte le 20 décembre 2019[4] ;
- pour le traitement de la dépression dans le cadre du trouble bipolaire en monothérapie ou en association avec des sels de lithium ou du valproate de sodium chez l'adulte en décembre 2021[5],[2].

## Formes galéniques
La lumatépérone est disponible sous le nom « Caplyta » dans la forme suivante :
- voie orale : gélules de 42 mg, 21 mg et 10,5 mg[6].

## Pharmacologie

### Mécanisme d'action
- Antagoniste :
  - des récepteurs sérotoninergiques 5-HT2A ;
  - des récepteurs dopaminergiques D1, D2 et D4 ;
  - des récepteurs α1-adrénergiques.
- Inhibiteur de la recapture de la sérotonine.

La lumatépérone ne possède pas d'action muscarinique ou antihistaminique, contrairement à d'autres antipsychotiques. L'absence de ces actions peut limiter certains effets indésirables tels que la sédation.
| Site                                 | Action           | Ki (nM) |
| ------------------------------------ | ---------------- | ------- |
| SERT (transporteur de la sérotonine) | Antagoniste      | 62      |
| DAT (transporteur de la dopamine)    | Antagoniste      | ?       |
| 5-HT2A                               | Antagoniste      | 0,54    |
| α1A                                  | ND               | >100    |
| α1B                                  | ND               | >100    |
| D1                                   | Agoniste         | 52      |
| D2                                   | Agoniste partiel | 32      |
| D4                                   | ND               | >100    |

### Pharmacocinétique
Après avoir pris le médicament par voie orale, la lumatépérone atteint des concentrations plasmatiques maximales dans un délai d'une à deux heures et a une demi-vie d'élimination terminale de 18 heures. Elle est métabolisée dans le foie par le CYP3A4, ce médicament présente donc des interactions avec les inhibiteurs du CYP3A4 (certains antifongiques, antirétroviraux, antibiotiques, le jus de pamplemousse). En cas d'une association, la posologie de lumatépérone est souvent revue à la baisse.